# 襄
襄（？—？），漢初開國功臣，棘丘侯。

## 生平
初為秦碭縣執盾隊史。前207年，從劉邦破秦。前206年，為漢國治粟內史，以上郡守擊定西魏。前201年，封為棘丘侯。呂后時，奪侯，國除。